# Pavel Pumprla
Pavel Pumprla, né le 13 juin 1986, à Zábřeh, en Tchécoslovaquie, est un joueur tchèque de basket-ball. Il évolue aux postes d'arrière et d'ailier.